# Elhovo, Iambol
Elhovo (în bulgară Елхово) este un oraș în Obștina Elhovo, Regiunea Iambol, Bulgaria.

## Demografie
Componența etnică a orașului Elhovo
     Romi (7,38%)
     Bulgari (85,12%)
     Nicio identificare (7,1%)
     Altele (1,1%)
La recensământul din 2011, populația orașului Elhovo era de 10.552 locuitori. Din punct de vedere etnic, majoritatea locuitorilor (85,12%) erau bulgari, cu o minoritate de romi (7,38%). Pentru 7,1% din locuitori nu este cunoscută apartenența etnică.